# Matus György
Matus György (Miskolc, 1945. december 8. – Székesfehérvár, 2018. július 25. ) Déryné-díjas magyar színész.

## Életpályája
A miskolci Gépipari Technikumban érettségizett. Miskolci amatőr színjátszóként Dózsa György szerepében, a Kazincbarcikán megrendezett színházi találkozón fedezte fel Kazán István, és az általa alapított és akkor induló  Bartók Színházhoz ajánlott neki szerződést. Pályáját 1972-ben itt kezdte. 1974-től a Miskolci Nemzeti Színház társulatának volt egyik vezető színésze.1997-től Zubornyák Zoltán hívására került a tatabányai Jászai Mari Színházhoz, ahol a Jászai-gyűrűt is megkapta.
1998-tól haláláig a székesfehérvári Vörösmarty Színház művésze volt. Vendégként fellépett a Békéscsabai Jókai Színházban, a Szegedi Nemzeti Színházban, a nyíregyházi Móricz Zsigmond Színházban és a budapesti Magyar Színházban is. Szinkronszínészként is foglalkoztatták. 1983-ban Déryné-díjat, 2000-ben Vörösmarty-gyűrűt kapott. Pályafutása alatt több mint 160 szerepet játszott el.

## Fontosabb színházi szerepei
- Shakespeare: Ahogy tetszik... A száműzött Herceg
- Shakespeare: Sok hűhó semmiért... Don Pedro
- Shakespeare: Lear király... Alban
- Shakespeare: Rómeó és Júlia... Capulet
- Shakespeare: Lóvátett lovagok... Holofernes (iskolamester)
- Shakespeare: Szeget szeggel... Pompeius
- Shakespeare: Szentivánéji álom... Vackor
- Edmond Rostand: Cyrano de Bergerac... Guiche
- Beaumarchais: A bűnös anya, avagy a másik Tartuffe... Almaviva gróf
- Carlo Goldoni: Mirandolina... Ripafratta lovag
- Goldoni: Szmirnai komédiások... Lasca gróf, impresszárió
- Goldoni: Két úr szolgája... Lombardi, doktor
- Goldoni: Chioggiai csetepaté... Toni
- George Bernard Shaw: Szent Johanna... Bertrand de Poulengery
- Henrik Ibsen: Peer Gynt... Aslak, kovács
- Edmond Rostand: Cyrano de Bergerac... de Guiche
- Gogolː: A revizor... polgármester
- Bulgakov: Molière... Jean-Baptiste Poquelin de Molière
- Bulgakov: Őfelsége komédiása... Bűvész, clavicembaloval
- Csehov: Jubileum... Igazgatósági tag
- Csehov: Sirály... Dorn; Trigorin
- Csehov: Lakodalom... Zsigalov Jevdokim Zaharovics, nyugalmazott irodaigazgató; Jaty, Ivan Mihajlovics, távírász
- Frank Wedekind: Pandora szelencéje (Lulu)... dr. Ranz Schöning
- Bertolt Brecht: Galilei élete... Barberini bíboros, később VIII. Orbán pápa
- Bertolt Brecht – Kurt Weill: Koldusopera... Tigris Brown; Szomorúfűz Walter
- Friedrich Schiller: Ármány és szerelem... Kancellár
- Friedrich Schiller: Stuart Mária... Burgoyn (Mária orvosa)
- Johann Nepomuk Nestroy: Szabaccság Mucsán... Polgármester
- Sławomir Mrożek: A nagykövet... A nagykövet
- Szophoklész: Antigoné... Teiresziasz
- John Arden: Musgrave őrmester tánca... Musgrave, őrmester
- Eduardo De Filippo: Milliomos Nápoly... Peppe, az 'Emelő'
- John Webster: Amalfi hercegnő... szereplő
- Alan Jay Lerner – Frederick Loewe: My Fair Lady... Henry Higgins
- James Rado – Gerome Ragni – Galt MacDermot: Hair... Apa
- Boris Vian: Mindenkit megnyúzunk... Apa
- Boris Vian: Medúzafej...Antoine Bonneau
- Per Olov Enquist: Tribádok éjszakája... Viggo Schiwe
- Ferdinand Bruckner: Angliai Erzsébet... Bacon
- Georges Feydeau: Egy hölgy a Maximból... A tábornok (Petypon nagybátyja)
- Jean-Paul Sartre: Piszkos kezek... Herceg
- Oldřich Danĕk: Negyven gonosztevő és egy darab ártatlanság... Matróz
- Charles Webb: Diploma előtt... Mr. Robinson
- April De Angelis: Garrick, a színész - avagy ízlés dolga... Dr. Johnson
- Maurice Maeterlinck: A kék madár... Az Idő; A Boldogságok Vezére
- Szigligeti Ede: Liliomfi... Kányai (fogadós)
- Jókai Mór: A kőszívű ember fiai... Rideghváry Bence
- Csiky Gergely: A nagymama... Koszta Sámuel (nyugalmazott evangélikus tábori lelkész
- Madách Imre: Az ember tragédiája... Catullus; Első polgár (Bizánc); Rudolf császár; Első népbeli (Párizs); Elítélt
- Heltai Jenő: Tündérlaki lányok... Báró
- Füst Milán: Negyedik Henrik király... Hanno, kölni érsek
- Szomory Dezső: II. Lajos király... De Burgio, nuncius
- Molnár Ferenc: Előjáték Lear királyhoz... Bánáti
- Molnár Ferenc: A testőr... A kritikus, a színész és a színésznő barátja
- Molnár Ferenc: Marsall... Báró
- Molnár Ferenc: Menyegző... Domány
- Molnár Ferenc: Az ibolya... igazgató
- Molnár Ferenc: Olympia... Albert
- Bródy Sándor: A medikus... János
- Móricz Zsigmond: Sári bíró... Sári bíró
- Móricz Zsigmond: Nem élhetek muzsikaszó nélkül... Balázs, nyíri birtokos
- Lázár Ervin: Bikfi-Bukfi Bukferenc... Bruckner Szigfrid
- Weöres Sándor: Holdbéli csónakos... Jégapó (király)
- Illyés Gyula: Kegyenc... Fulgentius, ellenzéki szenátor
- Békeffi István: Mesék az írógépről... Honti vezérigazgató
- Örkény István: Tóték... Tomaji plébános; Elegáns őrnagy
- Moldova György: Malom a pokolban... Művezető
- Horváth Péter: ABC (Gömbvillám a Szív utcában)... Főnök
- Gáli József: Daliás idők... Gebejdi Imre
- Nyirő József: Jézusfaragó ember... Ütő Márton, az erdők százesztendős apja
- Polgár András: 'Csak egy nap a világ'... Rollaéder őrmester, körzeti megbízott
- Sarkadi Imre: Ház a város mellett... Péter
- Sarkadi Imre: Oszlopos Simeon... Jób
- Sütő András: Szuzai menyegző... Demetriosz, helytartó
- Szabó Magda: Sziluett... Bezerédi István
- Dunai Ferenc: A nadrág... Radó Tamás, igazgató
- Fábián László: Levéltetvek az akasztófán... Koci Dombi
- Gáli József: Daliás idők...Gebejdi Imre
- Kardos G. György: Villon és a többiek... Louvois
- Madarász Iván – Réczei Tamás: Árva Lázár... Bárczi
- Luigi Magni – Bernardino Zapponi – Vajda Katalin: Legyetek jók, ha tudtok... Jacomo (fazekasmester)
- Vajda Katalin – Valló Péter – Fábri Péter: Anconai szerelmesek... Tomao Nicomaci (anconai polgár)
- Lehár Ferenc: Luxemburg grófja... T. Elnök
- Ábrahám Pál: Bál a Savoyban... Archibald, főkomornyik
- Eisemann Mihály – Szilágyi László: Tokaji aszú... Szeniczey Miklós
- Bakonyi Károly – Kacsóh Pongrác – Heltai Jenő: János vitéz... Bagó
- Huszka Jenő – Bakonyi Károly – Martos Ferenc: Bob herceg... Pomponius udvarmester (a herceg nevelője)
- Leonhard Frank: Jézus tanítványai... Lieban százados (amerikai körzeti parancsnok)
- John Kander – Fred Ebb – Bob Fosse: Chicago... Fogarty őrmester
- Arthur Miller: A salemi boszorkányok... Hawthorne
- Elton John – Tim Rice: Aida... Fáraó

## Filmek, tv
- Lear király (színházi előadás tv-felvétele, 1981)
- Szegény Dzsoni és Árnika (1983)
- Shakespeare: Rómeó és Júlia (színházi előadás tv-felvétele, 1986)
- Peer Gynt (színházi előadás tv-felvétele, 1988)
- Szomszédok (sorozat)

- 97. rész 11. rész (1991)
- 132. rész (1992)
- Família Kft. (sorozat)

-  Ádám nem olyan című rész (1993) ... Kenéz
- Turgenyev – Brian Friel: Apák és fiúk (színházi előadás tv-felvétele)
- Nyirő József: Jézusfaragó ember (színházi előadás tv-felvétele, 1993)
- Kis Romulusz (sorozat) (1995)
- Csak még egyszer előre! (2016)